# Согн ог Фјордане
Согн ог Фјордане (норв. Sogn og Fjordane) је округ у западном делу Норвешке. Управно седиште округа је градић Лејкангер. Највећи град у округу је град Ферде.
Површина округа Согн ог Фјордане је 18.622,73 km², на којој живи око 110 хиљада становника.
Грб Согн ог Фјордана потиче из 1983. године. Плави део грба представља три регије унутар округа. 

## Положај и границе округа
Округ Согн ог Фјордане се налази у западном делу Норвешке и граничи се са:
- север: округ Мере ог Ромсдал,
- исток: округ Опланд,
- југоисток: округ Бускеруд,
- југ: округ Хордаланд,
- запад: Северно море.

## Природни услови
Согн ог Фјордане је приморски округ. Огруг је махом планински, са веома мало равница, стешњених уз море. Планине у залеђу су највише у Норвешкој, па се на њима јављају и ледници.
Округ излази на Северно море. Обала је веома разуђена, са мноштвом малих острва и полуострва. У средишњем делу налази се највећи залив у држави, фјорд Согне. Најзначајнија острва су Сула и Фреја. У округу постоји и много малих језера.

## Становништво
По подацима из 2010. године на подручју округа Согн ог Фјордане живи близу 110 хиљада становника, већином етничких Норвежана.
Округ последњих деценија бележи стагнирање становништва.
Густина насељености - Округ има густину насељености је испод 6 ст./км², што је двоструко мање од државног просека (12,5 ст./км²). Приобални део округа на западу је много боље насељен него планински део на истоку.

## Подела на општине
Округ Согн ог Фјордане је подељен на 26 општина (kommuner).